# Metabolismo dos lipídios
O metabolismo lipídico refere-se à síntese e degradação de lipídios nas células. Esse metabolismo envolve a decomposição ou armazenamento de gorduras (para obtenção e estoque de energia) e a síntese de lipídios estruturais e funcionais, como os envolvidos na construção das membranas celulares. Nos animais, essas gorduras são obtidas dos alimentos ou são sintetizadas pelo fígado . O processo de síntese dessas gorduras se denomina lipogênese. A maioria dos lipídios encontrados no corpo pela ingestão são triglicerídeos e colesterol . Outros tipos de componentes associados aos lipídios (mas que não estão presentes em todos eles) que são comumente encontrados no corpo são ácidos graxos; além disso, lipídios são componentes fundamentais da membrana das células, sendo chamados de "lipídios de membrana".
O metabolismo lipídico é frequentemente considerado como o processo de digestão e absorção de gordura na dieta; no entanto, existem duas fontes de gorduras que os organismos podem usar para obter energia: a partir de gorduras consumidas na dieta e dos estoques lipídicos. Os vertebrados (incluindo humanos) usam as duas fontes de gordura para produzir energia a órgãos como o coração. Como os lipídios são moléculas hidrofóbicas, eles precisam ser solubilizados antes que seu metabolismo possa começar. O metabolismo lipídico geralmente começa com a hidrólise, que ocorre no sistema digestivo através de várias enzimas.  O metabolismo lipídico também ocorre nas plantas, embora os processos difiram em alguns aspectos, quando comparados aos animais. Após a hidrólise, ocorre a absorção dos ácidos graxos nas células epiteliais da parede intestinal .  Nas células epiteliais, os ácidos graxos são empacotados e transportados para o restante do corpo.

## Digestão lipídica
A digestão é o primeiro passo para o metabolismo lipídico, onde os triglicerídeos são decompostos a unidades de monoglicerídeos e ácidos graxos através de enzimas lipases. A digestão das gorduras começa na boca através da digestão química pela lipase lingual . O colesterol ingerido não é decomposto por essas lipases e permanece intacto até que entre nas células epiteliais do intestino delgado. Os lipídios continuam para o estômago, onde a digestão química continua através da lipase gástrica e a digestão mecânica se inicia ( peristaltismo ). A maioria da digestão e absorção dos lipídios, no entanto, ocorre quando atingem o intestino delgado. Enzimas do pâncreas ( família de lipase pancreática e lipase dependente de sal biliar ) são secretados no intestino delgado para hidrólise dos triglicerídeos, juntamente com a digestão mecânica adicional, até unidades individuais de ácidos graxos capazes de ser absorvidas pelas pequenas células epiteliais do intestino. É a lipase pancreática que é a principal responsável pela  hidrólise dos triglicerídeos em unidades individuais de ácidos graxos livres e glicerol.

## Absorção lipídica
O segundo passo no metabolismo lipídico é a absorção de gorduras. Os ácidos graxos de cadeia curta podem ser absorvidos no estômago, embora a maior parte da absorção de gorduras ocorra apenas no intestino delgado . Uma vez que os triglicerídeos são decompostos a ácidos graxos e glicerol eles se agregam, juntamente com o colesterol, em estruturas chamadas micelas . Ácidos graxos e monoglicerídeos se difundem, então, através da membrana para o interior das células epiteliais intestinais. No citosol das células epiteliais, os ácidos graxos e os monoglicerídeos são recombinados novamente em triglicerídeos. No citosol das células epiteliais, os triglicerídeos e o colesterol são empacotados em partículas maiores chamadas quilomícrons, estruturas anfipáticas que transportam os lipídios digeridos. Os quilomícrons viajam pela corrente sanguínea para entrar no tecido adiposo e em outros tecidos do corpo.

## Transporte dos lipídios
Devido à natureza hidrofóbica dos lipídios, triglicerídeos e colesteróis requerem proteínas de transporte especiais conhecidas como lipoproteínas. A estrutura anfipática das lipoproteínas permite que os triglicerídeos e o colesterol sejam transportados pelo sangue . Os quilomícrons são um subgrupo de lipoproteínas que transportam os lipídios digeridos do intestino delgado para o resto do corpo. As densidades variadas entre os tipos de lipoproteínas são características do tipo de gordura que transportam. Por exemplo, as lipoproteínas de densidade muito baixa ( VLDL ) transportam os triglicerídeos sintetizados pelo nosso corpo e as lipoproteínas de baixa densidade (LDL) transportam o colesterol para os tecidos periféricos.  Várias dessas lipoproteínas são sintetizadas no fígado, mas nem todas se originam desse órgão.

## Catabolismo dos lipídios
Uma vez que os quilomícrons (ou outras lipoproteínas) viajem através dos tecidos, essas partículas são decompostas pela lipoproteína lipase na superfície luminal das células endoteliais nos capilares para liberar os triglicerídeos. Os triglicerídeos são, então, hidrolisados em ácidos graxos e glicerol antes de entrar nas células e o colesterol restante viaja novamente através do sangue para o fígado.
No citosol da célula (por exemplo, uma célula muscular), o glicerol será convertido em gliceraldeído 3-fosfato, um intermediário da glicólise, que pode ser oxidado para produzir energia. No entanto, as principais etapas do catabolismo dos ácidos graxos ocorrem nas mitocôndrias . Os ácidos graxos de cadeia longa (mais de 14 carbono) precisam ser convertidos em acil-CoA graxo para passar através da membrana das mitocôndrias. O catabolismo dos ácidos graxos começa no citoplasma das células, onde a acil-CoA sintetase utiliza a energia da clivagem de um ATP para catalisar a adição da coenzima A ao ácido graxo.  O acil-CoA resultante atravessa a membrana das mitocôndrias e entra no processo de beta oxidação . Os principais produtos da via de beta oxidação são acetil-CoA (que é usado no ciclo do ácido cítrico para produzir energia), NADH e FADH2.  O processo de  beta oxidação requer as seguintes enzimas: acil-CoA desidrogenase, enoil-CoA hidratase, 3-hidroxiacil-CoA desidrogenase e 3-cetoacil-CoA tiolase . O diagrama à esquerda mostra como os ácidos graxos são convertidos em acetil-CoA. A reação líquida geral, usando palmitoil-CoA (16: 0) como substrato do modelo é:
7 FAD + 7 NAD + + 7 CoASH + 7 H2O + H(CH2CH2)7CH2CO-SCoA → 8 CH3CO-SCoA + 7 FADH2 + 7 NADH + 7 H +

## Biossíntese lipídica
Além das gorduras alimentares, os lipídios armazenados nos tecidos adiposos são uma das principais fontes de energia para os organismos vivos. Triacilgliceróis, membrana lipídica e colesterol podem ser sintetizados pelos organismos através de diversas vias.

### Biossíntese da membrana lipídica
Existem duas classes principais de lipídios de membrana: glicerofosfolípides e esfingolípidios . Embora muitos lipídios de membrana sejam sintetizados em nosso corpo, as vias compartilham um mesmo padrão. O primeiro passo é sintetizar a espinha dorsal ( esfingosina ou glicerol ), o segundo passo é a adição de ácidos graxos à espinha dorsal para produzir ácido fosfatídico. O ácido fosfatídico é ainda modificado com a ligação de diferentes grupos hidrofílicos da cabeça ao esqueleto. A biossíntese lipídica da membrana ocorre na membrana do retículo endoplasmático .

### Biossíntese de triglicerídeos
O ácido fosfatídico também é um precursor da biossíntese de triglicerídeos. A ácido fosfatídico fosfatase catalisa a conversão do ácido fosfatídico em diacilglicerídeo, que será convertido em triacilglicerídeo pela aciltransferase . A biossíntese de triglicerídeos ocorre no citosol.

### Biossíntese de ácidos graxos
O precursor dos ácidos graxos é o acetil-CoA e ocorre no citosol da célula. A reação líquida geral, usando o palmitato (16: 0) como substrato do modelo é:
8 Acetil-coA + 7 ATP + 14 NADPH + 6H+ → palmitato + 14 NADP+ + 6H2O + 7ADP + 7P¡

### Biossíntese de colesterol
O colesterol pode ser produzido a partir de acetil-CoA através de uma via de múltiplas etapas, conhecida como via isoprenóide . Os colesteróis são essenciais porque podem ser modificados para formar diferentes hormônios no corpo, como a progesterona . 70% da biossíntese de colesterol ocorre no citosol das células hepáticas.

## Distúrbios do metabolismo lipídico
Os distúrbios do metabolismo lipídico (incluindo erros inatos do metabolismo lipídico ) são doenças em que ocorrem problemas decompor ou sintetizar gorduras (ou substâncias semelhantes a gorduras). Os distúrbios do metabolismo lipídico estão associados a um aumento nas concentrações de lipídios plasmáticos no sangue, como colesterol LDL, VLDL e triglicerídeos, que geralmente levam a doenças cardiovasculares. Na maioria das vezes esses distúrbios são hereditários, o que significa que é uma condição transmitida de pai para filho através de seus genes.  A doença de Gaucher (tipos I, II e III), doença de Niemann-Pick, doença de Tay-Sachs e doença de Fabry são todas doenças em que os afetados podem ter um distúrbio do metabolismo lipídico do corpo. As doenças mais raras relacionadas a uma desordem do metabolismo lipídico são sitosterolemia, doença de Wolman, doença de Refsum e xantomatose cerebrotendinosa .

## Tipos de lipídios
Os tipos de lipídios envolvidos no metabolismo lipídico incluem:
- Lipídios de membrana:
  - Fosfolipídios : Os fosfolipídios são o principal componente da bicamada lipídica da membrana celular e são encontrados em muitas partes do corpo.[22]
  - Esfingolipídios : os esfingolipídios são encontrados principalmente na membrana celular do tecido neural.[17]
  - Glicolipídios : O principal papel dos glicolipídios é manter a estabilidade da bicamada lipídica e facilitar o reconhecimento celular.
  - Glicerofosfolípidios : O tecido neural (incluindo o cérebro) contém grandes quantidades de glicerofosfolípidios.
- Outros tipos de lipídios:
  - Colesterol : Os colesteróis são os principais precursores de diferentes hormônios em nosso corpo, como progesterona e testosterona. A principal função do colesterol é controlar a fluidez da membrana celular.[23]
  - Esteróides - veja também esteroidogênese : Os esteróides são uma das moléculas importantes de sinalização celular.
  - Triacilgliceróis (gorduras) - veja também lipólise e lipogênese : Os triacilglicerídeos são a principal forma de armazenamento de energia no corpo humano.[1]
  - Ácidos graxos - veja também o metabolismo dos ácidos graxos: Os ácidos graxos são um dos precursores usados na biossíntese da membrana lipídica e do colesterol. Eles também são usados para energia.
  - Sais biliares : os sais biliares são secretados no fígado e facilitam a digestão lipídica no intestino delgado.[24]
  - Eicosanóides : Os eicosanóides são feitos a partir de ácidos graxos no corpo e são usados para sinalização celular.[25]
  - Corpos cetônicos : Os corpos cetônicos são feitos a partir de ácidos graxos no fígado. Sua função é produzir energia durante períodos de inanição ou baixa ingestão de alimentos.[6]

## 32em
1. 1 2 3  «Overview of Lipid Metabolism». Merck Manuals Professional Edition
2. 1 2  «Hydrolysis – Chemistry Encyclopedia – structure, reaction, water, proteins, examples, salt, molecule». chemistryexplained.com
3. 1 2  Freifelder D (1987). Molecular biology. Jones and Bartlett 2nd ed. Boston: [s.n.] ISBN 978-0-86720-069-0
4. ↑  Baynes D (2014). Medical Biochemistry. Saunders, Elsevier Limited. [S.l.: s.n.] pp. 121–122. ISBN 978-1-4557-4580-7
5. ↑  «Insect fat body: energy, metabolism, and regulation». Annual Review of Entomology. 55: 207–25. PMC 3075550. PMID 19725772. doi:10.1146/annurev-ento-112408-085356 Verifique o valor de |display-authors=Arrese EL, Soulages JL (ajuda)
6. 1 2 3 4 5 6  Lehninger AL, Nelson DL, Cox MM (2000). Lehninger Principles of Biochemistry. Worth Publishers 3rd ed. New York: [s.n.] ISBN 978-1-57259-931-4
7. ↑  Ophardt. «Lipid Metabolism Summary». Elmhurst College |nome3= sem |sobrenome3= em Authors list (ajuda)
8. ↑  «Reviewed Work: Plant Lipid Biochemistry». The New Phytologist. 71: 547–548. JSTOR 2430826? Verifique o valor de |display-authors=Wedding RT (ajuda)
9. 1 2  «Regulation of Lipid Metabolism and Beyond». International Journal of Endocrinology. 2016. 5415767 páginas. PMC 4880713. PMID 27293434. doi:10.1155/2016/5415767 Verifique o valor de |display-authors=Jo Y, Okazaki H, Moon YA, Zhao T (ajuda)
10. ↑  Pelley JW (2012). Elsevier's Integrated Review Biochemistry. Elsevier/Mosby 2nd ed. Philadelphia: [s.n.] ISBN 978-0-323-07446-9
11. ↑  Voet D, Voet JG, Pratt CW (2013). Fundamentals of Biochemistry: Life at the Molecular Level. Wiley Fourth ed. Hoboken, NJ: [s.n.] ISBN 978-0-470-54784-7. OCLC 738349533
12. ↑  Harris JR (2009). Cholesterol binding and cholesterol transport proteins: structure and function in health and disease. Springer. Dordrecht: [s.n.] ISBN 978-90-481-8621-1
13. ↑  Feingold KR, Grunfeld C (2000). «Introduction to Lipids and Lipoproteins». In:  De Groot KR, Chrousos, Dungan, Feingold, Grossman, Hershman, Koch, Korbonits, McLachlan. Endotext. MDText.com, Inc. South Dartmouth (MA): [s.n.] PMID 26247089
14. 1 2 3  «Fatty Acid beta-Oxidation – AOCS Lipid Library». lipidlibrary.aocs.org. Cópia arquivada em 21 de janeiro de 2019
15. ↑  Mitochondria. Wiley-Liss 2nd ed. Hoboken, N.J.: [s.n.] 2008. ISBN 978-0-470-04073-7
16. ↑  «Adipose Tissue Remodeling: Its Role in Energy Metabolism and Metabolic Disorders». Frontiers in Endocrinology. 7. 30 páginas. PMC 4829583. PMID 27148161. doi:10.3389/fendo.2016.00030 Verifique o valor de |display-authors=Choe SS, Huh JY, Hwang IJ, Kim JI, Kim JB (ajuda)
17. 1 2  «An overview of sphingolipid metabolism: from synthesis to breakdown». Advances in Experimental Medicine and Biology. 688: 1–23. ISBN 978-1-4419-6740-4. PMC 3069696. PMID 20919643. doi:10.1007/978-1-4419-6741-1_1 Verifique o valor de |display-authors=Gault CR, Obeid LM, Hannun YA (ajuda)
18. 1 2  «The synthesis of chiral glycerides starting from D- and L-serine». Chemistry and Physics of Lipids. 16: 115–22. PMID 1269065. doi:10.1016/0009-3084(76)90003-7 Verifique o valor de |display-authors=Lok CM, Ward JP, van Dorp DA (ajuda)
19. ↑  «Lipid Metabolism Disorders». MedlinePlus
20. ↑  O'Malley K (1984). Clinical Pharmacology and Drug treatment in the elderly. Churchil Livingstone. Edinburgh; New York: [s.n.] ISBN 978-0-443-02297-5
21. ↑  «Disorders of Lipid Metabolism». Merck Manuals Consumer Version
22. ↑  Alberts B, Johnson A, Lewis J, Raff M, Roberts K, Walter (2002). «The Lipid Bilayer». Molecular Biology of the Cell. Garland Science 4th ed. [S.l.: s.n.] ISBN 978-0-8153-3218-3
23. ↑  «Cholesterol in signal transduction». Current Opinion in Cell Biology. 12: 193–203. PMID 10712926. doi:10.1016/s0955-0674(99)00076-9 Verifique o valor de |display-authors=Incardona JP, Eaton S (ajuda)
24. ↑  «The enzymes, regulation, and genetics of bile acid synthesis». Annual Review of Biochemistry. 72: 137–74. PMID 12543708. doi:10.1146/annurev.biochem.72.121801.161712 Verifique o valor de |display-authors=Russell DW (ajuda)
25. ↑  «Eicosanoids and Inflammation». The Journal of Pathology. 156: 101–110. PMID 3058912. doi:10.1002/path.1711560204 Verifique o valor de |display-authors=Williams KI, Higgs GA (ajuda)

[[Categoria:Metabolismo]]
[[Categoria:Lípidos]]